# Otto Dyckerhoff
 Otto Rudolf Dyckerhoff (* 5. Oktober 1870 in Wiesbaden-Biebrich; †  3. Mai 1954 in Mainz-Amöneburg) war ein deutscher Unternehmer.

## Leben
Otto Dyckerhoff war der Sohn des Unternehmers Gustav Dyckerhoff (1838–1923) und dessen Ehefrau Luise Emilie Helmreich (1844–1916). Nach seiner Schulausbildung erlernte er den Beruf des Maschinenbauingenieurs und absolvierte von 1892 bis 1895 ein Studium an der Technischen Hochschule München und der Technischen Hochschule Hannover. Im Anschluss daran nahm er in den Zementwerken Halling bei London eine Beschäftigung auf. 1898 trat er in das väterliche Unternehmen Dyckerhoff & Söhne in Amöneburg ein, wurde 1901 zunächst Teilhaber und in den Jahren von 1911 bis 1930 dessen Geschäftsführer und Technischer Leiter.
Otto musste Kriegsdienst leisten, wurde Rittmeister und als Major der Reserve entlassen.
In den Jahren von 1920 bis 1923 war er Mitglied des parlamentarischen Ausschusses der besetzten Gebiete und beteiligte sich an der Abwehr der Separatistenbewegung. Er war auch Mitglied des Vereins Deutscher Ingenieure (VDI) und des Rheingau-Bezirksvereins des VDI.
Otto war  kommunalpolitisch aktiv und Stadtverordneter in Mainz. Seit 1893 war er Mitglied des Corps Franconia München.

## Familie
Otto heiratete im Jahr 1903 Juanita Carlotta Valentiner. Aus der Ehe ging der Sohn Wilhelm Hugo (1908–1987) hervor.

## Ehrungen
Ehrensenator der Technischen Hochschule Darmstadt